# 弋阳华南溪蟹
弋阳华南溪蟹（学名：Huananpotamon yiyangense）为溪蟹科华南溪蟹属的动物。在中国大陆，分布于江西等地，常生活于海拔800 米山区溪流石块下。